# 谷江川
谷江川（たにえがわ）は、壱岐島北部の勝本・芦辺地区を東へ流れ、玄界灘に面する芦辺漁港へ注ぐ二級河川である。流域は全て長崎県壱岐市に属する。壱岐島では中部の幡鉾川に次ぐ第2位の河川規模をもち、幡鉾川と同様に緩やかな傾斜の川である。また支流にはダムやため池が多い。

## 流域
壱岐島北部の、標高50-100mほどの台地に囲まれた勝本町東触の盆地を水源とする。川は第四紀の玄武岩質からなる溶岩台地を南東へ流れて「新城田原」に入り、周囲から後川川・初尾川・角川・二ノ坂川などの各支流が合流する。
新城田原から下流の箱崎地区に入ると台地に谷を作り、谷底平野とそれに続く河口部の干拓地に水田が広がる。川は水田の間を抜けて芦辺漁港へ注ぐ。河口北側（左岸）は瀬戸浦、南側は芦辺浦で、両岸を繋ぐ芦辺大橋が架橋されている。
幡鉾川と同様に流域は水田が多い。史跡も多く、弥生遺跡・古墳・中世の城館址などが点在する。新城田原は元寇の古戦場でもあり、元軍と戦った守護代平景隆以下の将兵を祀る新城神社や千人塚がある。下流域は江戸期から干拓がさかんに行われた。

### ダム
流域には二つのダムと多くのため池がある。
大清水池
大清水湖とも呼ばれる灌漑用のため池。壱岐最大のため池である。
勝本ダム
支流の後川川に、昭和57年（1982年）に完成した防災・不特定用水目的のダム。堤高31m・堤頂長148m・流域面積15.4km2・総貯水量108万t（有効貯水量98万t）の重力式コンクリートダムである。壱岐最大のダムで、ダム湖畔にはゴルフ場（壱岐カントリークラブ）がある。
男女岳ダム（めおとだけだむ）
支流の角川上流、男岳と女岳の間に平成9年（1997年）に完成した多目的ダム。堤高20.3m・堤頂長72m・流域面積0.3km2・総貯水量13.3万t（有効貯水量12.2万t）の重力式コンクリートダム。

## 関連道路
- 国道382号 - 上流部を南北に走る
- 長崎県道23号勝本石田線 - 上流部で並走し、瀬戸浦へ迂回して河口で架橋、芦辺浦方面へ抜ける
- 長崎県道172号国分箱崎線 - 下流域を並走・谷江橋が架橋されている